# MS St. Louis

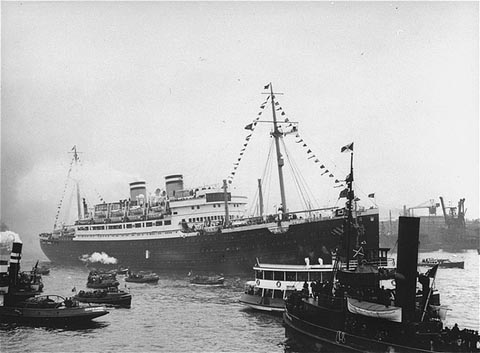
St. Louis w porcie w Hamburgu

MS St. Louis – niemiecki statek pasażerski, na którym w 1939 r. grupa Żydów podjęła próbę ewakuacji z terytorium III Rzeszy.

## Rejs wyklętych
13 maja 1939 statek rozpoczął rejs z Hamburga do Hawany, któremu historia nadała nazwę rejs wyklętych. Na jego pokładzie znajdowało się 937 osób, w tym 930 pochodzenia żydowskiego. Ich celem była emigracja z terenu III Rzeszy i uniknięcie prześladowań o charakterze antysemickim. Po przybyciu na Kubę okazało się, że dokumenty imigracyjne pasażerów statku zostały anulowane, a negocjacje z rządem kubańskim (prowadzone m.in. przez kapitana Gustava Schrödera) nie przyniosły rezultatów. Wówczas statek udało się opuścić jedynie 29 pasażerom.
Negocjacje z innymi krajami regionu również okazały się nieskuteczne. Próba przedostania się na wybrzeże Stanów Zjednoczonych skutkowała ostrzałem z kanonierek straży przybrzeżnej, a prezydent Franklin Roosevelt nie zdecydował się na udzielenie pomocy uciekinierom. Także Kanada odmówiła przyjęcia pasażerów St. Louis. W tej sytuacji statek odpłynął w kierunku Europy.
Ostatecznie 17 czerwca 1939 St. Louis zacumował w Antwerpii z 907 osobami na pokładzie (jeden z pasażerów zmarł w trakcie rejsu). Stamtąd po trudnych negocjacjach przeprowadzonych przez amerykańską organizację żydowską (American Jewish Organizations: Joint Distribution Committee (JDC)) i dyrektora HAPAG-u Holthusena 288 pasażerów udało się do Wielkiej Brytanii, 224 do Francji, 214 do Belgii, a 181 do Holandii. Z tej liczby w Zagładzie zginęło 29,2% (254) osób, wyłącznie tych, skierowanych do kontynentalnej Europy po zajęciu przez Niemów terytorium Belgii, Francji i Holandii. Dowodzący statkiem kapitan Gustav Schröder po wojnie za swoją postawę został uhonorowany w 1957 Orderem Zasługi Republiki Federalnej Niemiec, a w 1993 medalem Sprawiedliwy wśród Narodów Świata.

## II wojna światowa
Po powrocie do Hamburga służył jako statek pasażerski na linii Hamburg – Nowy Jork. Udało mu się opuścić Nowy Jork (bez pasażerów) na krótko przed wybuchem wojny i tym samym uniknął internowania w USA. W dniach 4–8 września 1939 przepłynął przez Cieśninę Duńską niezauważony przez brytyjskie okręty i 11 września 1939 dotarł do sowieckiego Murmańska, żeby w grudniu 1939 wzdłuż norweskiego wybrzeża przedostać się do Niemiec. 1 stycznia 1940 dotarł do Hamburga. Po przebudowie w maju 1940 służył marynarce wojennej za koszary. Podczas nalotu alianckiego na Kilonię 30 sierpnia 1944 został trafiony kilkoma bombami i częściowo spłonął. Poważnie uszkodzony statek został osadzony na dnie 22 września, aby uniknąć zatonięcia.

## Losy powojenne
W 1946 roku statek został podniesiony, odholowany do Hamburga za zgodą brytyjskich sił okupacyjnych i prowizorycznie naprawiony. Zacumowany w Altonaer Landungsbrücke St. Louis służył jako statek hotelowy dla HAPAG do kwietnia 1950. St. Louis został następnie sprzedany do Bremerhaven do rozbiórki i złomowany tam w 1952.
W 2012 Departament Stanu Stanów Zjednoczonych przeprosił ocalałych ze statku, a premier Kanady Justin Trudeau zrobił to samo w 2018.